# Ytter-Hansjön
Ytter-Hansjön är en sjö i Härnösands kommun i Ångermanland och ingår i Ångermanälven-Gådeåns kustområde. Sjön har en area på 0,17 kvadratkilometer och ligger 137,1 meter över havet.

## Delavrinningsområde
Ytter-Hansjön ingår i det delavrinningsområde (697603-159607) som SMHI kallar för Utloppet av Ytter-Hansjön. Medelhöjden är 235 meter över havet och ytan är 9,61 kvadratkilometer. Räknas de 3 avrinningsområdena uppströms in blir den ackumulerade arean 21,75 kvadratkilometer. Vattendraget som avvattnar avrinningsområdet har biflödesordning 2, vilket innebär att vattnet flödar genom totalt 2 vattendrag innan det når havet efter 21 kilometer. Avrinningsområdet består mestadels av skog (94 procent). Avrinningsområdet har 0,37 kvadratkilometer vattenytor vilket ger det en sjöprocent på 3,8 procent.